# باربارا بونانسی
باربارا بونانسی (انگلیسی: Barbara Bonansea؛ زادهٔ ۱۳ ژوئن ۱۹۹۱) بازیکن فوتبال اهل ایتالیا است.
از باشگاه‌هایی که در آن بازی کرده‌است می‌توان به باشگاه فوتبال زنان یوونتوس اشاره کرد.
وی همچنین در تیم‌های ملی فوتبال Italy women's under 19 national football team و زنان ایتالیا بازی کرده‌است.